# Afrikanistika

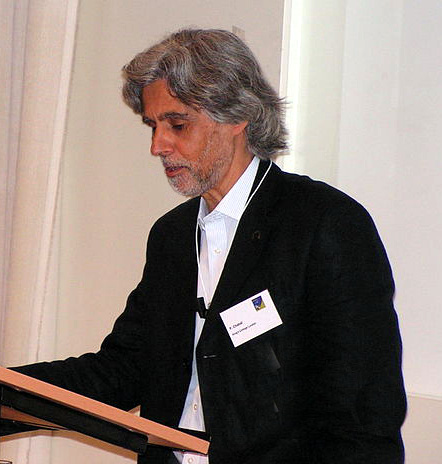
Afrikanista Patrick Chabal

Afrikanistika je vědní obor. Předmětem studia afrikanistiky je kultura a společnost Afriky (na rozdíl od geologie, geografie, zoologie apod. Afriky). Obor zahrnuje studium africké historie, demografie, kultury, politiky, ekonomie, jazyků a náboženství, jejich kontextů a reálií. Odborník na afrikanistiku je afrikanista/afrikanistka. Afrikanisté se zpravidla zabývají rovněž zpřístupňováním významů, struktur a dynamiky zkoumaných oblastí obyvatelům západu. Pojetí afrikanistiky se liší v USA, zde je obor zpravidla nazývaný afroamerická studia a soustředí se především na multidisciplinární studium historie, politik a kultur lidí afrického původu jak v Africe, tak v diasporách.